# Burg Freudenberg (Freudenberg)
Die Burg Freudenberg, auch Freudenburg genannt, ist die Ruine einer Hangburg bei Freudenberg im Main-Tauber-Kreis in Baden-Württemberg.

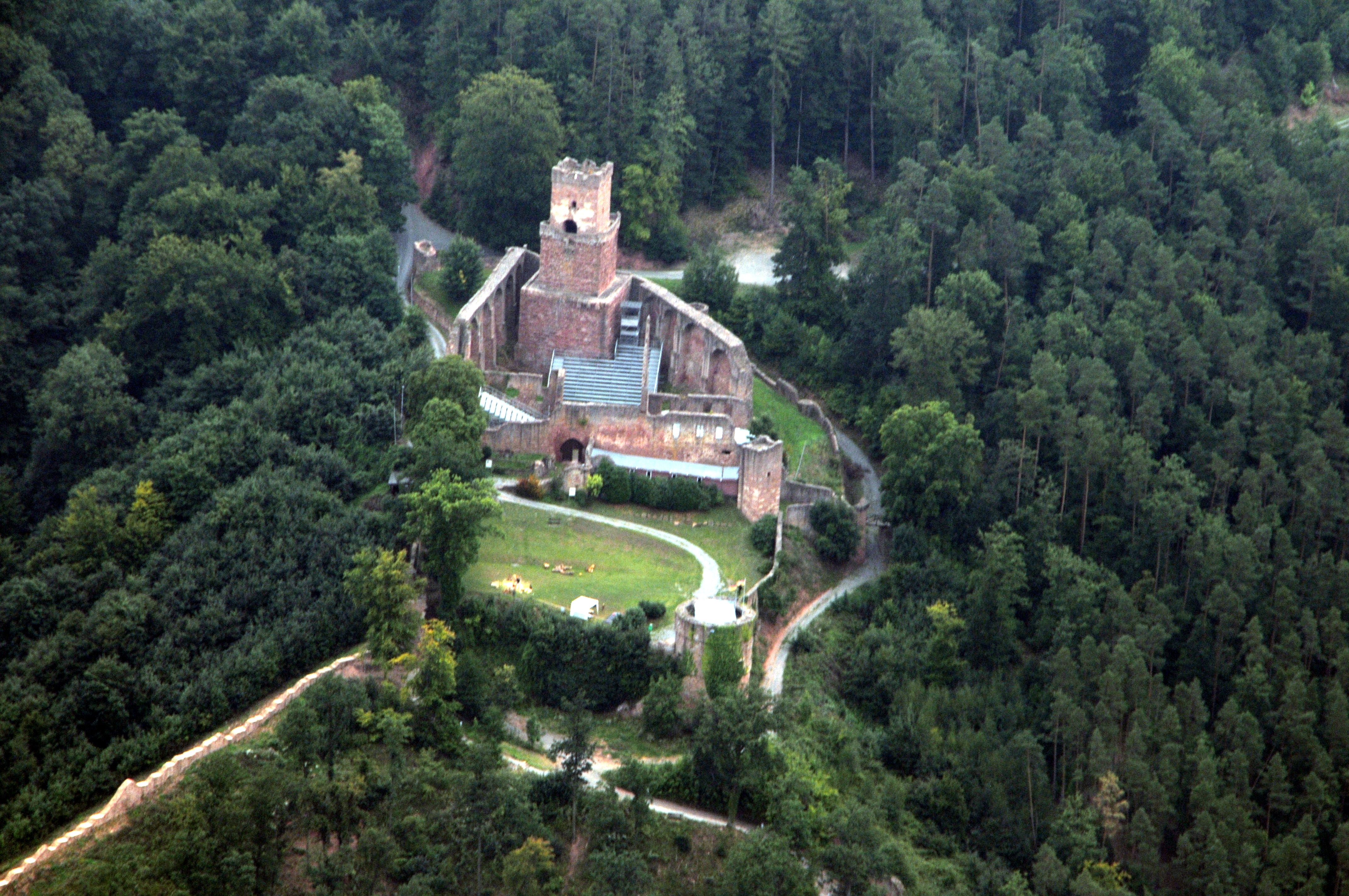
Luftaufnahme, im Vordergrund der Batterieturm

## Lage
Die Ruine liegt auf 252,1 m ü. NN am unteren Hang einer bewaldeten Bergflanke zwischen zwei kurzen, parallelen, nordwestlich laufenden Bacheinschnitten zum etwa 120 m tiefer in einem Bogen nach Südosten vorbeifließenden Main über der Stadt Freudenberg im Tal.

## Geschichte
1196/1197 begann der Würzburger Bischof Heinrich III. von Berg mit dem Bau der Burg Freudenberg. Nach Forschungen von Wolfgang Hartmann reagierte der Bischof damit auf den kurz zuvor erfolgten Übergang von umfangreichen Besitztiteln des 1195 verstorbenen, im Odenwald reich begüterten Pfalzgrafen Konrad von Staufen an dessen Schwiegersohn, den welfischen Herzog Heinrich den Älteren von Braunschweig. Der Name der Burg ist offensichtlich in Anlehnung an die letztmals 1196 erwähnte Frohburg der Herren von Dürn entstanden, deren Relikte von Hartmann mit dem ca. 600 Meter mainabwärts der Freudenburg gelegenen Burgstall „Räuberschlösschen“ identifiziert werden konnten.
Unter Bischof Heinrichs Amtsnachfolger Konrad I. von Querfurt gab es eine weitere Bauphase, jedoch in geringerem Umfang. Den als früheste Lehensinhaber der Freudenburg erschließbaren Herren von Dürn folgten durch Heirat die Grafen von Wertheim. Belegt ist für 1295 die Lehensnahme von „castrum et oppidum“ Freudenberg durch Kunigunde von Wertheim.
Im Jahr 1361 wurden unter anderem die Ringmauer und der Palas durch Eberhard von Wertheim weiter gebaut. Einen weiteren Ausbau und Erweiterung der Burg zu einer wehrhaften Festungsanlage mit einem imposanten Renaissancebau gab es zwischen 1497 und 1507 durch Graf Erasmus von Wertheim. Durch massive Aufschüttungen wurde eine Vorburg errichtet. Der imposante vierstöckige Kanonenturm zur Mainseite und ein Vorwerk zur Absicherung der südlichen Bergseite wurden gebaut. Vor die Zwingermauer wurde eine weitere Schutzmauer mit drei kleinen Rundtürmen gesetzt. Die Mauer schloss sich bis an das südwestlich gelegene Tor, das von einem geschlossenen Innenraum und einem Turm zusätzlich gesichert war. Erst nach Durchqueren eines zweiten und dritten Tores war der Zugang zur Kernburg möglich. Diese war in einem annähernd dreieckigen Grundriss umwehrt. In der Südwestecke befindet sich der Palas, in der Nordostecke ein annähernd gleich großes weiteres steinernes Gebäude und im Südosten der berühmte dreistöckige übergroße Bergfried. Ein weiteres kleines drittes steinernes Gebäude lehnte sich südlich an den Wehrgang an. Die zuletzt gebaute äußere Wehrmauer wurde nach Westen und Osten den Berghang hinab bis an den Main verlängert und umschloss das Burgstädtchen Freudenberg. Dieser, wohl in Anlehnung an die Burg Breuberg, erfolgte Burgausbau war Erasmus (auch Asmus) von Wertheims letztes Lebenswerk. Er verstarb 1509.
Die Burg wurde nur noch Burgmannen- und Verwaltungssitz. 1552 wurde sie im Markgräflerkrieg stark beschädigt und mit dem Aussterben der Wertheimer 1556 kam es zum fortschreitenden Verfall der Burg. Die Verwaltung wurde in die Stadt verlegt und nur der Kanonenturm (besonders in den Hexenprozessen nach 1590) weiter als Gefängnis benutzt.
Mit dem ausgehenden Mittelalter verfiel die Burg und überwucherte mit Gestrüpp und Baumbewuchs. Sie geriet für Jahrhunderte in Vergessenheit. Erst nach dem Zweiten Weltkrieg machte sich eine Bürgerinitiative für die Burg stark. Sie wurde nach und nach freigelegt und renoviert und 1995 der Öffentlichkeit wieder übergeben. in den 2010er-Jahren wurden die Schenkelmauern zum Ort und der Kanonenturm instand gesetzt.
Der Burghof der Ruine dient heute alle zwei Jahre in ungeraden Jahren als Freilichtbühne.

## Anlage

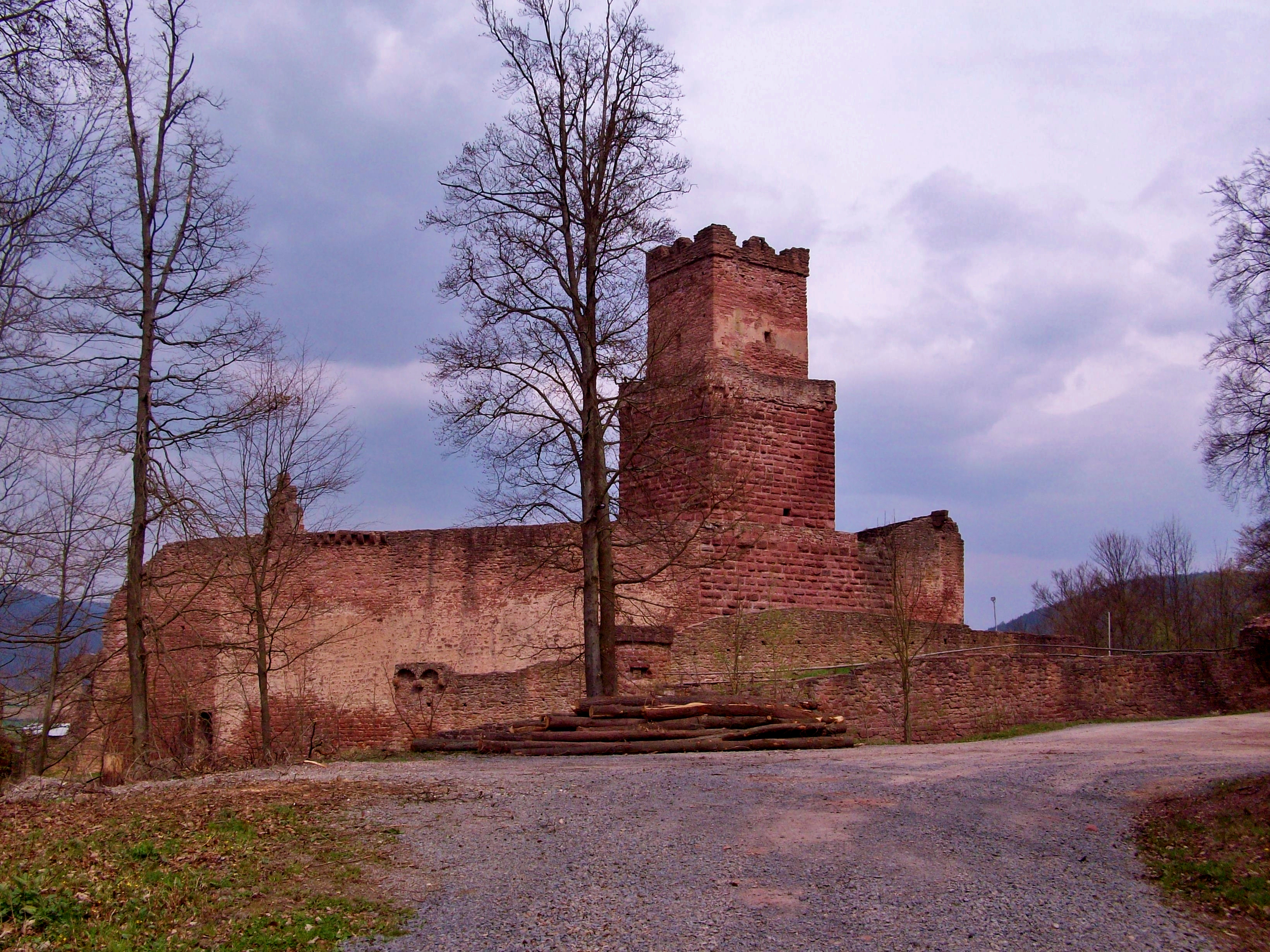
Der Bergfried von der Bergseite aus gesehen

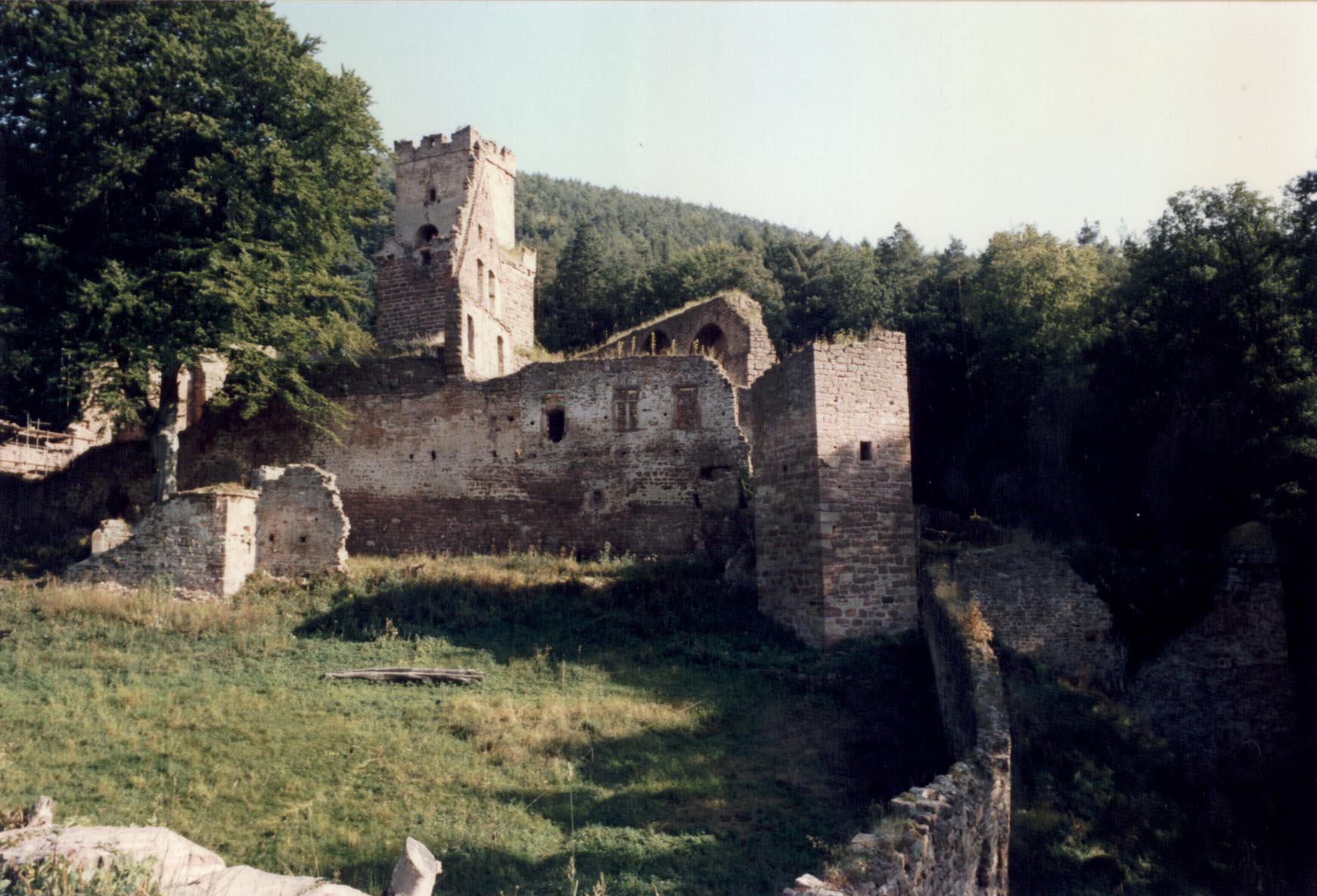
Die Freudenburg von Nordwesten

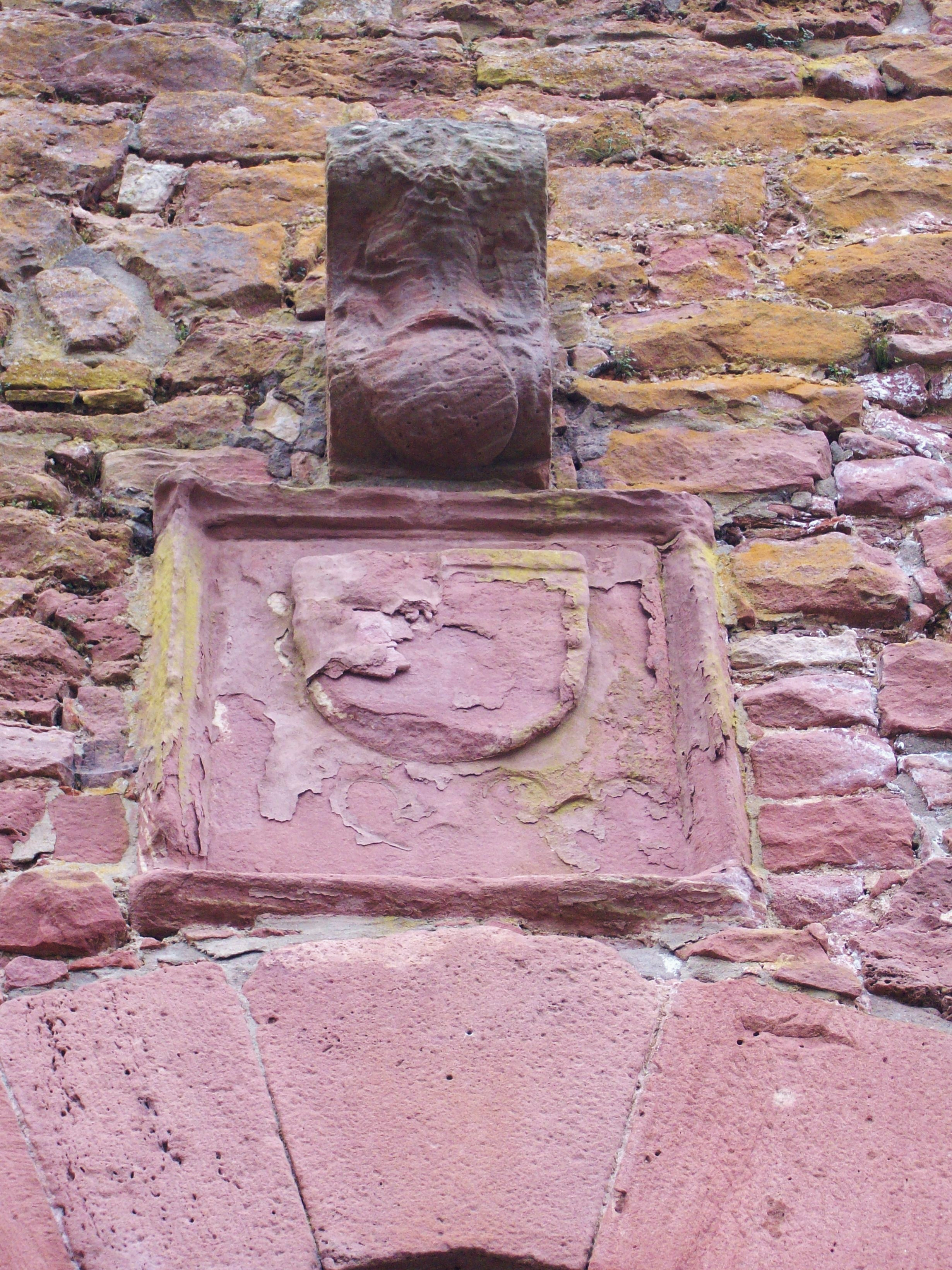
Wappenstein der Grafen von Wertheim am Eingang zur Kernburg

Eine das Erscheinungsbild prägende Kuriosität im Burgenbau stellt der dreistufige Bergfried auf ungewöhnlich großer Basis von 14,65 auf 14,65 m dar. Sein Baubeginn wird in die Jahre um 1235 datiert, somit in die Zeit Konrads I. von Dürn als erschließbarem Lehensinhaber. Als Grund für die abgestuften Außenmaße des Mittelteils wird Zeitdruck durch drohende Kriegsgefahr vermutet: Am Untermain sank damals die Stadt Wallhausen bei Miltenberg – zweifellos mit Zutun des Dürners, dem auch die mainzische Mildenburg unterstand – in Schutt und Asche. Den schlanken oberen Aufsatz erhielt der Turm erst im 14. Jahrhundert unter den Grafen von Wertheim.
Der untere Teil des Bergfrieds ist etwa 12 Meter hoch und aus Buckelquadern errichtet. Der zweite Stock, ebenfalls mit Buckelquadern errichtet, lässt durch die gleichen Steinmetzzeichen vermuten, dass der mittlere Teil mit den noch am Bauplatz sich befindlichen Teilen fortgeführt wurde. Dieser Teil ist mit einem Wehrgang mit Zinnen und vier Tourellen befestigt. Den oberen Aufsatz mit Wehrgang und Wehrplatte erhielt der Bergfried durch Graf Eberhard von Wertheim im Zuge der Umbauten von 1361, als der Neubau des gotischen Palas im direkten Blickfeld auf das Maintal eine Erhöhung auch des Turmes auf nunmehr 32 Meter erforderlich machte.

## Sonstiges
Ein Rundweg oberhalb der Burg führt (westlich bis zum Umkehrpunkt) an dem als „Burg Räuberschlösschen“ bezeichneten Burgstall vorbei.